# Maleevus
Maleevus disparoserratus is een plantenetende ornithischische dinosauriër, behorend tot de Ankylosauria, die tijdens het late Krijt leefde in het gebied van het huidige Mongolië.

## Vondst en naamgeving
Op het eind van de jaren veertig vond een Sovjet-Mongoolse expeditie bij Sjeeregeen Gasjoeoen in de Gobiwoestijn resten van ankylosauriden. In 1952 benoemde en beschreef Jevgeni Aleksandrovitsj Malejev op basis hiervan een tweede soort van Syrmosaurus: Syrmosaurus disparoserratus. De soortaanduiding betekent: "met ongelijksoortige kartelingen", een verwijzing naar de structuur van de denticula op de tanden.
Het holotype, PIN 554/I, is gevonden in een laag van de Bayan Shireh-formatie die dateert uit het Cenomanien-Santonien. Het bestaat uit twee bovenkaaksbeenderen. Het linker is specimen PIN 554/I-1 en het rechter specimen PIN 554/I-2. Malejev zag de twee stukken bot overigens per abuis aan voor de linker- en rechteronderkaak waarbij hij ook nog eens links en rechts verwisselde. Daarnaast is er door hem nog een stuk achterhoofd toegewezen, gevonden in dezelfde locatie: PIN 554/2-1.
In 1977 hernoemde Teresa Maryańska het taxon, onder voorbehoud, nadat ze vastgesteld had dat Syrmosaurus een jonger synoniem was van Pinacosaurus, tot een soort van Talarurus: Talarurus disparoserratus. Ook wees ze een rechterdarmbeen toe: specimen ZPAL MgDI/115.
In 1987 benoemde Tatjana Toemanova, bevestigend dat Syrmosaurus een jonger synoniem was van Pinacosaurus, een apart geslacht: Maleevus, waarvan de naam Malejev eert die in 1966 was overleden. De typesoort blijft Syrmosaurus disparoserratus; de combinatio nova, de nieuwe combinatienaam, wordt daarmee Maleevus disparoserratus.
In 1991 hernoemde George Olshevsky de soort tot een Pinacosaurus disparoserratus, vergetend dat het al hernoemd was tot Maleevus.

## Beschrijving
De kaakfragmenten, zelf twaalf centimeter lang, wijzen op een schedellengte van zo'n dertig centimeter en een lichaamslengte van vier meter. Malejev gaf een diagnose maar die is grotendeels onnuttig gezien zijn verwisseling van de bovenkaken met de onderkaken.
Maryańska baseerde de plaatsing in Talarurus op het gedeelde kenmerk van aparte openingen voor hersenzenuwen negen tot en met twaalf. Een identiteit met Pinacosaurus sloot ze uit wegens het zwak ontwikkelde secundair verhemelte. Toemanova wees op wat eigenaardigheden van het achterhoofd zoals een ronde achterhoofdsknobbel. Volgens een conclusie van Victoria Megan Arbour is het achterhoofd echter niet afwijkend van dat van veel andere ankylosauriden; daarbij is de toewijzing ervan dubieus gezien het gebrek aan overlappende materiaal met het holotype. Malejev had gewezen op een opvallend zigzagpatroon op de verdikte tandbasis, het cingulum, maar dat bezit Pinacosaurus ook. Arbour concludeerde dat de soort een nomen dubium is.

## Fylogenie
Malejev plaatste in 1952 het dier in de Syrmosauridae. Latere onderzoekers waren het er over eens dat het hoogstwaarschijnlijk gaat om een lid van de Ankylosauridae.